# Nerča
La Nerča è un fiume della Russia siberiana sudorientale, affluente di sinistra della Šilka (bacino idrografico dell'Amur). Scorre nei rajon Tungokočenskij e Nerčinskij del Territorio della Transbajkalia.
Nasce dalla confluenza dei rami sorgentiferi Severnaja Nerča e Južnaja Nerča che scendono dal monte Černyševa, nel versante nord-occidentale dell'altopiano Olëkminskij Stanovik; la Nerča scorre dapprima con direzione sud-occidentale in ambiente montano, tocca la catena dei monti Čerskij volgendo successivamente il suo corso verso sud-est; sfocia nella Šilka a 483 km dalla foce, a 7 km dalla città di Nerčinsk, che è la città più rilevante toccata nel suo corso. Il maggior affluente, proveniente dalla sinistra idrografica è il Nerčugan.
Il fiume è gelato, in media, da ottobre a fine aprile; la stagione estiva vede il periodo di massima piena, che si protrae da maggio ad ottobre.
Nel suo bacino si rinvengono giacimenti di oro.